# Syzygium reticulatum
Syzygium reticulatum är en myrtenväxtart som först beskrevs av Robert Wight, och fick sitt nu gällande namn av Wilhelm Gerhard Walpers. Syzygium reticulatum ingår i släktet Syzygium och familjen myrtenväxter. Inga underarter finns listade i Catalogue of Life.